# 菲律賓皺盔犀鳥
，是犀鳥目犀鳥科皺盔犀鳥屬下的一種鳥類。該物種僅分布於菲律賓的民答那峨島、迪納加特島及甘米银岛中，海拔300—1100公尺的原始低地森林內，是中等大小的黑色犀鳥。雖然其族群數量不明，但因其居住環境有被破壞的問題，目前被列為近危物種。
本物種是由法國鳥類學家路易·皮埃爾·維埃約於1877年發表，並命名為。在分類上，菲律賓皺盔犀鳥與皺嘴皺盔犀鳥關係相當親密而將後者是為是一亞種，但現在由於其不同的色彩和分佈範圍，現在後者被視為一個獨立的物種。本物種原先與棕頸犀鳥被分類在同一屬下，但後來根據分析發現實際上其關係與斑嘴犀鳥屬較近而與其他物種被立為現在的皺盔犀鳥屬。其屬名是由希臘語的（意即「條紋的」）及（意即「犀牛」）組成。:333而種小名則是希臘語的（轉寫：leuko，意即「白色」）及（轉寫：-kephalos，意即「頭部的」）。:223

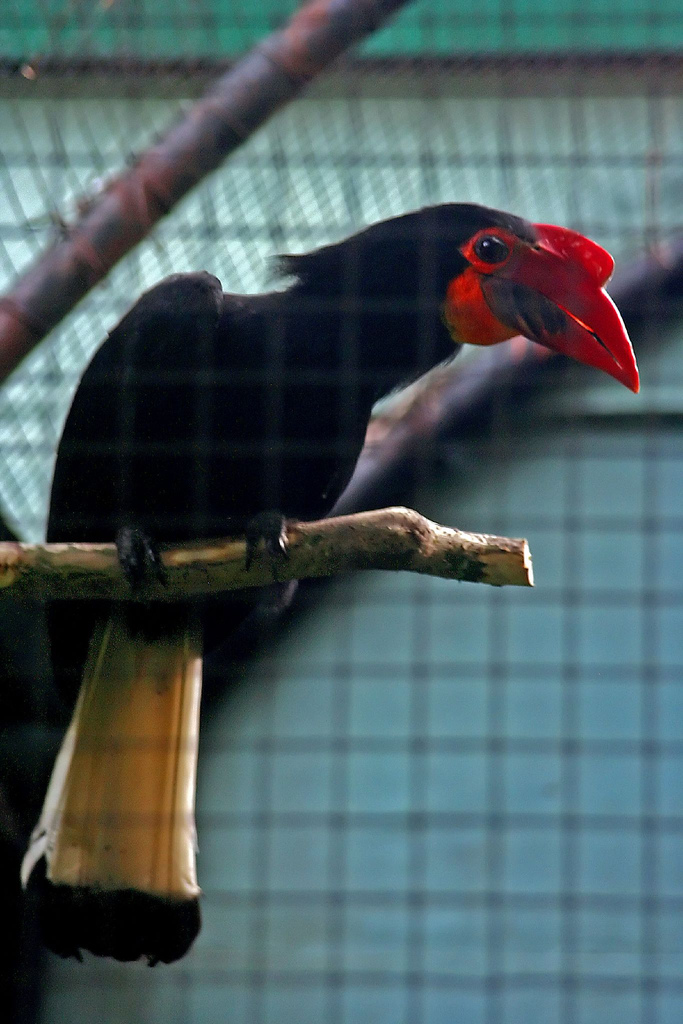
雌性

雄鳥的頭頸後方呈深褐色，其餘上半身多呈白色或染成奶油色，鳥喙及上喙隆起的角質突起呈紅色，下喙基部則有藍黑色的條紋；臉部的裸露皮膚呈暗橙紅色。雌鳥體型較小，頭胸部全黑，臉部皮膚為淡橙色。幼鳥外觀與成年雄鳥相似，但鳥喙無條紋也沒有角質突起。
這種鳥類主要為植食性，主要食用水果，並包含一些昆蟲。其繁殖資訊相當有限，僅知三月時會築巢，而六月時有幼鳥飛出。常常會與一群棕犀鸟一起活動。其體長60—65公分，體重平均約1086.0公克，鳥喙寬平均約34.2公釐、深平均約43.4公釐、嘴峰長平均約129.3公釐；翼長平均約316.0公釐；跗蹠約53.0公釐；尾長約230.5公釐。

## 外部連結
- 维基共享资源上的相關多媒體資源：菲律賓皺盔犀鳥
- 維基物種上的相關：菲律賓皺盔犀鳥
- Xeno-canto上菲律賓皺盔犀鳥的叫聲 （页面存档备份，存于）